# Manuel Isidoro Belzu
Manuel Isidoro Belzú Humerez (La Paz, 4 de abril de 1808 — La Paz, 23 de março de 1865) foi um político boliviano e presidente de seu país entre 6 de dezembro de 1848 e 15 de agosto de 1855.